# Silometopus rosemariae
Silometopus rosemariae là một loài nhện trong họ Linyphiidae.
Loài này thuộc chi Silometopus. Silometopus rosemariae được Jörg Wunderlich miêu tả năm 1969.